# Fender Jazzmaster
Fender Jazzmaster je elektrická kytara, vyráběná společností Fender Musical Instruments Corporation v letech 1958-1980 a od roku 1984 dodnes. Kytara je často, kvůli své podobnosti, zaměňována s kytarou Fender Jaguar. Kytara byla nejčastěji používaná v žánru surf rock.